# 高楼镇 (灵璧县)
高楼镇，是中华人民共和国安徽省宿州市灵璧县下辖的一个乡镇级行政单位。

## 行政区划
高楼镇下辖以下地区：
高楼村、卓圩村、卓海村、朱庄村、张营村、王楼村、潼郡村、汤庄村、钱梁村、孟山村、鳔张村、徐营村、毛庄村、崔庄村、鲍庄村、青谷堆村和高庄村。